# Myrioblephara isombra
Myrioblephara isombra là một loài bướm đêm trong họ Geometridae.